# Sant'Ugo (titre cardinalice)
Le titre cardinalice de Sant'Ugo (Saint Hugues) a été créé par Jean-Paul II le 26 novembre 1994. Il est rattaché à l'église Sant'Ugo (it) qui se trouve dans la zone Castel Giubileo au nord de Rome.

## Titulaires
- Emmanuel Wamala (1994- )